# Classe Sverige
Pour les articles homonymes, voir Sverige.
La classe Sverige est une série de trois cuirassés de la marine suédoise. Construits entre 1912 et 1922, ils ont été les principaux navires de guerre de la Suède pendant la Seconde Guerre mondiale.

## Production
Quatre navires ont été commandés, mais trois seulement furent construits.

## Les unités de la classe
- HMS Drottning Victoria (démoli en 1959)
- HMS Sverige (démoli en 1958), dont la classe tire son nom
- HMS Gustav V (démoli en 1970)
- HMS No. IV (non construit)